# Campanula keniensis
Campanula keniensis är en klockväxtart som beskrevs av Mats Thulin. Campanula keniensis ingår i släktet blåklockor, och familjen klockväxter. Inga underarter finns listade i Catalogue of Life.